# ライフ (スライ&ザ・ファミリー・ストーンのアルバム)
『ライフ』（Life）は、アメリカ合衆国のファンク・バンド、スライ&ザ・ファミリー・ストーンが1968年に発表した3作目のスタジオ・アルバム。

## 解説
収録曲「プラスティック・ジム」は、ビートルズの「エリナー・リグビー」にインスパイアされたリフレインを持つ曲として知られる。イギリスでは『M'Lady』というタイトルで、ジャケット・デザインも変更したヴァージョンがリリースされた。
アメリカのBillboard 200では、前作『ダンス・トゥ・ザ・ミュージック』ほどの成功は収められず195位に終わった。本作からは「マ・レディー」と「ライフ」が両A面扱いのシングルとしてリリースされ、Billboard Hot 100で93位に達した。また、全英シングルチャートでは「マ・レディー」が32位に達している。
音楽評論家のStephen Thomas Erlewineはオールミュージックにおいて5点満点中4.5点を付け、「（前作との）最も特筆すべき違いは、サイケデリックな要素やファズ・ギターが多用されていることに加えて、"Chicken"のようにさりげない曲に至るまで曲作りが研ぎ澄まされていることにある」と評している。
1995年に発売されたリマスターCDは、未発表曲「オンリー・ワン・ウェイ・アウト・オブ・ディス・メス」がボーナス・トラックとして追加収録された。また、2007年に発売されたリマスターCDでは「オンリー・ワン・ウェイ・アウト・オブ・ディス・メス」が外された代わりに、4曲のボーナス・トラックが追加収録されている。

## 収録曲
全曲ともシルヴェスター・スチュアート（スライ・ストーン）作。
1. ダイナマイト! - "Dynamite!" - 2:46
2. チキン - "Chicken" - 2:14
3. プラスティック・ジム - "Plastic Jim" - 3:31
4. ファン - "Fun" - 2:23
5. イントゥ・マイ・オウン・シング - "Into My Own Thing" - 2:15
6. ハーモニー - "Harmony" - 2:52
7. ライフ - "Life" - 3:02
8. ラヴ・シティ - "Love City" - 2:44
9. アイム・アン・アニマル - "I'm an Animal" - 3:22
10. マ・レディー - "M'Lady" - 2:46
11. ジェーン・イズ・ア・グルーピー - "Jane Is a Groupee" - 2:50

### ボーナス・トラック（1995年）
1. オンリー・ワン・ウェイ・アウト・オブ・ディス・メス - "Only One Way Out to This Mess" - 3:54

### ボーナス・トラック（2007年）
1. ダイナマイト!（シングル・ヴァージョン） - "Dynamite! (Single Version)" - 2:07
2. セヴン・モア・デイズ - "Seven More Days" - 3:24
3. プレッシャー - "Pressure" - 3:44
4. ソロウ - "Sorrow" - 3:19

## 参加ミュージシャン
- スライ・ストーン - ボーカル、オルガン
- フレディ・ストーン - ギター、ボーカル
- ローズ・ストーン - エレクトリックピアノ、ボーカル
- ラリー・グラハム - ベース、ボーカル
- グレッグ・エリコ - ドラムス、パーカッション
- シンシア・ロビンソン - トランペット
- ジェリー・マルティーニ - サックス
- エルヴァ・ムートン - バッキング・ボーカル